# Trogon violaceus
Trogon violaceus là một loài chim trong họ Trogonidae.